# Mexotis
Mexotis là một chi thực vật có hoa trong họ Thiến thảo (Rubiaceae).

## Loài
Chi Mexotis gồm các loài: